# 16230 Benson
16230 Benson este un asteroid din centura principală de asteroizi.

## Descriere
16230 Benson este un asteroid din centura principală de asteroizi. A fost descoperit pe 9 martie 2000 la Socorro, New Mexico, în cadrul proiectului LINEAR. Asteroidul prezintă o orbită caracterizată de o semiaxă mare de 2,62 ua, o excentricitate de 0,08 și o înclinație de 8,0° în raport cu ecliptica.